# Gabriel Winge

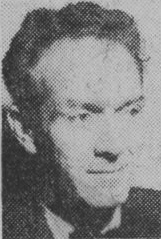
Gabriel Winge

Nils Gabriel Winge, född 13 november 1913 i Uppsala, död 7 september 2000 i Malmö, var en svensk arkitekt. Han var son till Oscar Winge. 
Efter studentexamen i Malmö 1932 utexaminerades Winge från Kungliga Tekniska högskolan 1937 och Kungliga Konsthögskolan 1943. Han var anställd hos länsarkitekten i Härnösand 1938, Ernst Grönwall i Stockholm 1938, Backström och Reinius 1939, länsarkitekten i Uppsala 1940, Gustaf Birch-Lindgren i Stockholm 1941, Flygförvaltningens byggnadsavdelning i Stockholm 1941–1942, Krigsmaterielverket 1943, Axén & Persson i Stockholm 1943–1944, Rolf Engströmer i Stockholm 1943–1944. Han bedrev egen arkitektverksamhet i Stockholm och Kristianstad 1943–1947, var stadsarkitekt i Nordöstra Skånes stadsarkitektdistrikt 1945–1947, i Visby 1947–1950, blev generalplanearkitekt vid Malmö stadsingenjörkontor 1950, stadsplanearkitekt 1951 och var stadsplanechef där 1957–1971 (efter Gunnar Lindman). Han drev därefter egen verksamhet i Malmö. Winge var ordförande i Södra Sveriges Byggnadstekniska Samfund 1962-1967.
1960–1969 undervisade han som lärare i stadsbyggnad vid Lantbruksuniversitetets avdelning för landskapsplanering i Alnarp. Winge är begravd på S:t Pauli norra kyrkogård i Malmö.

## Verk i urval

### Vid egen verksamhet i Kristianstad 1945–1947
- Byggnader för Osbypannan, Osby
- Småhus, ingenjörsvillor Ivöverken
- Stadsplanearbeten för distriktet.

### Vid egen verksamhet i Visby 1947–1950
- Flerbostadshusgrupp i kv Akacian samt Södervärnsskolan.

### Vid egen verksamhet i Malmö 1971
- Restaurering och ombyggnad av Frans Suells Möllevångsgård
- Radhusgrupp Gamlegård, Limhamn 1972
- Brevbärarexpedition, kv Hälsingland, Södervärn 1973
- Industri- och lagerbyggnad, kv Cementen, Limhamn 1975
- Enbostadsgrupp, kv Kantlaven, Limhamn 1975
- Radhuslängor, kv Sädesärlan, Limhamns torg 1976
- Parhusgrupper Nya Sofielund, 1977
- Restaurering av Törnschiärs hus, Södergatan, Gamla staden 1978
- Restaurering och ombyggnad av Sommarteatern i Malmöparken till Scen- och masnégemuseum 1986